# Tshogdu
De Tshogdu (nationale assemblee) is het parlement van het land Bhutan. De assemblee bestaat uit 150 vertegenwoordigers, 106 hiervan worden gekozen door de bevolking, 10 zijn religieuze vertegenwoordigers en 34 worden benoemd door de koning. De leden dienen een termijn van drie jaar. Een stemming met een 2/3e meerderheid kan de koning afzetten. De nationale assemblee kiest ook de raad van ministers op voordracht van de koning.